# Robert Garraud
Pour les articles homonymes, voir Garraud.
Robert Garraud est un homme politique français né le 4 octobre 1910 à Eymoutiers (Haute-Vienne) et mort le 11 août 1988 à Toulon (Var).

## Carrière politique
- Maire de Briançon en 1965
- député des Hautes-Alpes en 1958